# Grusel-Club
Grusel-Club ist eine Jugendbuchserie des österreichischen Kinderbuchautors Thomas Brezina, die beim Franz Schneider Verlag München erschienen ist.
Die Hauptpersonen sind der 13-jährige Jupiter Katz, der Sohn des Wissenschaftlers Professor Erasmus Katz, sowie seine 12-jährige Cousine Vicky und ihr 11-jähriger Bruder Nick. Die drei haben den sogenannten Grusel-Club gegründet, dessen Ziel es ist, unheimlichen Begebenheiten auf den Grund zu kommen. Das Hauptquartier des Clubs befindet sich im ehemaligen Folterkeller der Burg Falkenfels, in der Professor Erasmus Katz mit seinem Sohn Jupiter lebt.
Dem Leser werden in den Büchern immer wieder Fragen gestellt, die durch genaues Hinsehen bei den Abbildungen und durch scharfes Nachdenken lösbar sind. Die Lösungen können mithilfe der sogenannten „Spuk-Lupe“ abgelesen werden, die in jedem Buch mitgeliefert ist. Für jede richtig beantwortete Frage erhält der Leser eine bestimmte Anzahl Punkte (meist 1 bis maximal 3 Punkte, je nach Schwierigkeitsgrad der Frage). Am Ende gibt es eine Auswertung, bei der der Leser erfährt, wie gut er zur Geisterjagd geeignet wäre.
Im April 2003 erschien das erste Buch aus der Zeitspringer-Serie. Dabei handelt es sich um ein Spin-off der Serie Grusel-Club. In den Kellergewölben der Burg Falkenfels öffnet sich ein Tor zur Vergangenheit. Die Mitglieder des Grusel-Clubs können nun auch in der Vergangenheit unheimliche Begebenheiten aufklären.

## Bücher

### Grusel-Club
- Band 01: 13 Stunden in der Geisterbahn (1998)
- Band 02: Der Mann mit den eisblauen Augen (1998)
- Band 03: Das unsichtbare Biest (1998)
- Band 04: Der Geist aus dem Dschungel (1998)
- Band 05: Der Vampirsarg (1998)
- Band 06: Die Rückkehr der Titanic (1998)
- Band 07: Allein auf der Grabsteininsel (1998)
- Band 08: Das Versteck des letzten Werwolfs (1999)
- Band 09: Tief unter der Schule (1999)
- Band 10: Die Nacht der wandelnden Mumien (1999)
- Band 11: Wenn der graue Nebel kommt (1999)
- Band 12: Das Monsterhaus (1999)
- Band 13: Die Zombiehöhle (2000)
- Band 14: Der echte Dr. Frankenstein (2000)
- Band 15: Was geschah im Schloss des Schreckens? (2000)
- Band 16: Das Geheimnis der Geisterwölfe (2000)
- Band 17: Der Junge aus dem Jenseits (2001)
- Band 18: Schreckensnacht im Spukhotel (2001)
- Band 19: Anruf aus dem Geisterreich (2001)
- Band 20: Der Lehrer aus Transsylvanien (2001)
- Band 21: Graf Drakulas Geheimversteck (2002)
- Band 22: Das Ungeheuer im Drachensee (2002)
- Sonderband: Das Paket aus Transsilvanien (1998)

Außerdem erschienen in den Jahren 2002 bis 2008 sieben Sammelbände sowie 2014 bis 2016 sechs Sammelbände, die jeweils drei Folgen enthalten.

### Zeitspringer
- Zurück zu den Sauriern (2003)
- Die Rüstung des Schwarzen Prinzen (2003)
- Unter der Piratenflagge (2004)
- Der Kraftstein des Wikingers (2004)